# Christina Burkenroad
Christina Marie Burkenroad Sandoval (La Jolla, California; 12 de julio de 1993) es una futbolista profesional que juega como delantera en el Monterrey de la Liga MX Femenil. Nacida y criada en los Estados Unidos de padre estadounidense y madre mexicana, es internacional con la selección femenina de México.

## Biografía
Burkenroad nació en La Jolla, San Diego de William Burkenroad y Elizabeth Sandoval Noriega.   Perdió a su madre a los cuatro años y, debido a que su padre padecía depresión, atravesó un período de inestabilidad habitacional. Antes de ingresar a la escuela secundaria Mission Bay, solo había jugado fútbol en clubes de niños. Se destacó en muchos deportes y ganó una beca para formar parte de los Titans de la Universidad Estatal de California en Fullerton.

## Trayectoria
Firmó con el Orlando Pride de la NWSL el 18 de mayo de 2016 y jugó 8 partidos antes de que el club la dejara ir un año después para hacerle lugar al regreso de Alex Morgan. Inmediatamente después firmó con el IK Grand Bodø de la Toppserien noruega.
El 6 de febrero de 2018 se unió al Sparta Praga checo y ayudó al club a ganar por primera vez en cinco años la Primera División Checa y su novena Copa de la República Checa. En la temporada 2018-19, Burkenroad volvió a ganar ambas competiciones con el Sparta. Debido a la pandemia de COVID-19, se canceló la edición 2019-20 de la liga checha y la delantera decidió no extender su contrato.
En julio de 2020, se unió al CF Monterrey de la Liga MX Femenil.

## Estadísticas

### Clubes
| Club          | País            | Año             |
| ------------- | --------------- | --------------- |
| Orlando Pride | Estados Unidos  | 2016 - 2017     |
| IK Grand Bodø | Noruega         | 2017            |
| Sparta Praga  | República Checa | 2018 - 2020     |
| Monterrey     | México          | 2020 - presente |